# Vislanda distrikt
Vislanda distrikt är ett distrikt i Alvesta kommun och Kronobergs län. Distriktet ligger sydväst om Alvesta. 

## Tidigare administrativ tillhörighet
Distriktet inrättades 2016 och utgörs av socknen Vislanda i Alvesta kommun.
Området motsvarar den omfattning Vislanda församling hade 1999/2000.